# Scott Bairstow
Scott Hamilton Bairstow (nascido em 23 de Abril de 1970) é um ator canadense mais conhecido pelo seu papel como Ned Grayson na série americana vencedora do Globo de Ouro, "Party of Five" (Adultos à Força em Portugal, O Quinteto no Brasil). Ele foi criado Steinbach, Manitoba no Canada e mudou-se para os Estados Unidos com 17 anos, onde conseguiu seu primeiro trabalho notável como ator no filme Caninos Brancos 2.

## Carreira
Scott apareceu pela primeira vez na televisão com 10 anos de idade, em um programa canadense chamado Let's Go!. Ele se mudou para Nova Iorque quando ele tinha 17 anos e logo de cara conseguiu um papel na novela All My Children, onde interpretou o personagem "Stuart Chandler" nas cenas de flashback que mostravam a juventude do personagem.
Sua primeira aparição em filmes foi em 1994 na produção Caninos Brancos 2, baseado no livro White Fang. Scott teve também o papel principal no filme There Was a Little Boy (1994), interpretando "Cybill Shepherd". Também apareceu ao lado de atores tão conhecidos como Kevin Costner no filme The Postman (1997) e Kris Kristofferson em Two for Texas (1998).
Além de atuar na premiada série Party of Five no papel de "Ned Grayson", Scott também interpretou o aluno rebelde "Mark Kinney", no filme O Terror Ronda a Escola, uma adaptação da obra literária de Lois Duncan para a NBC, que incluía também os atores Mario López e Amy Jo Johnson.
Ele também fez participações em séries como X-Files e integrou o elenco principal da série Lonesome Dove: The Séries e de sua continuação Lonesome Dove: The Outlaw Years.
Em 1998, junto com a atriz Jennifer Garner, Scott foi um dos protagonistas da série Significant Others, onde atuou no papel de "Henry Callaway". A série, porém, teve somente 6 episódios, já lançados em DVD pela Fox.
Scott estrelou o filme da Disney, Vivendo na eternidade do diretor Jay Russell, onde viveu o personagem Miles Tuck. No filme, ele contracenou com os atores Alexis Bledel e William Hurt e trabalhou em Dead in the Water, de 2002, filmado no Brasil.

## Vida pessoal
Scott Bairstow foi casado com Marty Rich entre os anos de 1994 e 2000, e teve dois filhos: Casey William em 1995 e Dalton em 1998.
Em maio de 2003, Scott foi acusado em Everett, Washington de estupro infantil por supostamente ter tido relações sexuais com uma menina de 12 anos de idade, que estava relacionada com sua ex-esposa, posteriormente, ele pediu para ela ficar quieto sobre o que tinha acontecido. Em dezembro de 2003, ele se declarou culpado de uma acusação menor: agressão de segundo grau. Ele se dizia inocente, mas admitiu pois provavelmente seria condenado por um júri, se o caso fosse a julgamento. Ele foi condenado a quatro meses de prisão, um ano a supervisão da comunidade, e foi submetido a uma avaliação de desvio sexual. Ele também foi condenado a não ter nenhum contato com a menina de 10 anos e pagar por todo o aconselhamento médico e psicológico que ela exigir.